# Den tredie pige
Den tredie pige (engelsk:  Third Girl) er en Agatha Christie krimi fra 1966. Den foregår i London i "de brølende 1960'ere" og har Hercule Poirot i rollen som detektiv og Ariadne Oliver i en betydelig rolle som Poirots hjælper.

## Plot
Den aldrende Poirot har netop afsluttet sin analyse af berømte detektivromaner, som han var i gang med i Tretten minutter over fire. Han indrømmer for sig selv, at det er en smule kedeligt, da en ung pige, Norma Restarick, opsøger ham. Hun frygter, at hun har begået et drab og beder Poirot om at hjælpe hende. Poirot får assistance af Mrs. Oliver, som samler beviser, der i visse tilfælde dog er falske spor. Et af disse fører imidlertid Poirot på sporet af sagens rette sammenhæng, og han opklarer både et mord og bedrageri.

## Anmeldelser
De fleste anmeldere anser denne sene roman for 2. rangs Christie. .

## Bearbejdning
I TV- serien Agatha Christie's Poirot med David Suchet i rollen som Poirot indgår Third Girl som en episode, der havde premiere i juli 2010  Zoë Wanamaker spiller rollen som Mrs. Oliver, ifølge anmeldelserne med stor overbevisning.  Nogle af de centrale skikkelser i bogen, bl.a. Miss Lemon er skrevet ud af TV – gengivelsen, men hovedlinjen i plottet er tro mod bogen. Episoden er vist flere gange på dansk TV, senest den 20. maj 2011 på DR1.

## Udgaver på dansk
- Carit Andersen; 1966.
- Forum (Agatha Christie, bind 59) 1971